# 大西洋白斑章魚
大西洋白斑章鱼（学名：Callistoctopus macropus）是麗蛸屬的一种章鱼，分布于地中海、大西洋东西两岸以及印度太平洋的浅水区域。大西洋白斑章鱼复合种还包含毛利大章鱼等生物。

## 特征
全长可达150 cm（59英寸），外套膜长可达20 cm（8英寸），其第一对触手长度可达一米，比其他触手长得多，腕间有膜相连。其身体呈红色，有白色斑点，在遭遇危险时身体颜色会变深。

## 习性
它比和它分布范围重叠的普通章鱼挑食得多。它只在夜间捕食，喜欢在有鹿角珊瑚或柱珊瑚的珊瑚礁寻找小鱼和无脊椎动物。
雌性大西洋白斑章鱼会把卵产在坚硬物体表面。它们会看护自己的卵，期间停止进食，小章鱼孵化后雌章鱼就会死去。其幼体长5.5 mm（0.2英寸），以浮游动物为食。